# Rafael Lusvarghi
Rafael Marques Lusvarghi (em russo:  Рафаэль Лусварги; em ucraniano:  Рафаель Лусваргі; 14 de novembro de 1984, Jundiaí, São Paulo) é um presidiário, ex-militar, ex-ativista e ex-policial brasileiro.
Após ter alegadamente servido na Legião Estrangeira, na Polícia Militar de seu país e nas FARC, além de haver morado na Rússia, Rafael Lusvarghi ficou conhecido no Brasil primeiramente por sua detenção durante os protestos contra a Copa do Mundo de 2014. Após 45 dias preso, rumou para a República Popular de Lugansk no contexto da Guerra Civil no Leste da Ucrânia, lutando a princípio como soldado do plantão de artilharia da unidade Paltinik. Com o tempo, tornou-se instrutor e primeiro-tenente da Brigada Prizrak.
Depois de já haver retornado ao Brasil, foi preso durante escala na Ucrânia a caminho de suposta oportunidade de emprego em 2016 e condenado a treze anos de prisão por terrorismo e formação de organização paramilitar ilegal no ano seguinte, apesar da anistia a militares de Lugansk concedida pelo acordo de Minsk II. Ainda em 2017, foi provisoriamente liberto em Tribunal de Apelação, havendo controvérsias em relação aos reais motivos, e refugiou-se no Mosteiro da Santa Intercessão, em Holosiivski. Em 4 de maio de 2018, após ter seu paradeiro divulgado pela mídia, foi capturado pelos grupos Batalhão Azov e S14, que questionavam sua soltura, e levado às autoridades, que decretaram e continuamente renovaram sua detenção provisória até ser condenado em 2 de maio do ano seguinte a 13 anos de prisão. Foi solto em 29 de dezembro de 2019, em troca de prisioneiros entre a Ucrânia e a Milícia Popular de Donbass.
Em 8 de maio de 2021, foi preso em Presidente Prudente com drogas e munição.

## Primeiros anos
Rafael Marques Lusvarghi nasceu em Jundiaí em 14 de novembro de 1984, em uma família húngaro-brasileira, sendo o mais velho dos quatro filhos do microempresário Fernando Augusto Teixeira Lusvarghi e da professora de biologia Ana Maria Rodrigues Marques Lusvarghi. Segundo a família, Rafael era desde novo fascinado pela Legião Estrangeira, planejando nela alistar-se. Ainda no Brasil, contudo, cursou um curso técnico de agronomia, e estudou comércio internacional na Faculdade de Tecnologia do Estado de São Paulo.

## Carreira militar
Rafael Lusvarghi rumou para a França em 2002, relatando haver-se alistado em novembro do mesmo ano na Legião Estrangeira, onde teria servido por três anos, inicialmente sendo treinado no 4º Regimento Estrangeiro e posteriormente servindo no 2º Regimento Estrangeiro de Paraquedistas em Calvi, pelo qual teria participado em missões na África até ser ferido e retornar ao Brasil. De volta ao país, foi soldado da Polícia Militar do Estado de São Paulo entre 2005 e 2006 ou 2006 e 2007. Em 2007, foi estudar na Academia de Polícia Militar Coronel Fontoura, em Marituba, servindo na Polícia Militar do Estado do Pará, especializando-se em montaria (inclusive participando do Regimento de Polícia Montada Cassulo de Melo) enquanto buscava a carreira de oficial da instituição.
Apesar de ser aprovado no concurso, abandonou a instituição como cadete em 2009 ou 2010 e rumou para a Rússia em 2010, onde estudou administração na Universidade Estatal de Kursk, recebeu o apelido de Riurik Variag Volkovitch (em homenagem a Rodrigo de Quieve) e teve sua imagem divulgada em seu país natal ao testemunhar a morte acidental de um colega brasileiro. Na Rússia, Lusvarghi alega ter sido voluntário na escola infantil Udmurtia e tentado ingressar na Forças Terrestres, mas, não conseguindo, teria retornado para a América do Sul, onde relata ter ingressado nas Forças Armadas Revolucionárias da Colômbia, servindo em Cartagena de Indias e Arauca até frustrar-se com as negociações com o Estado colombiano e deixar a instituição, retornando novamente a Jundiaí e trabalhando como professor de inglês e assistente de help desk. Em seu país natal, tornou-se nacionalmente conhecido após sua segunda prisão durante os protestos durante a Copa do Mundo de 2014, em São Paulo, quando foi fotografado sendo agredido pela polícia com uma garrafa e spray de pimenta, acusado de integrar grupo de black blocs, e detido na 8ᵃ Delegacia de Polícia de São Paulo.
Na ocasião, Lusvarghi chamou a atenção da mídia, tanto por sua trajetória peculiar como pela escarificação que recentemente fizera no rosto em homenagem ao personagem de videogame Kratos, junto a sua tatuagem com a palavra berserk. Após 45 dias detido, foi solto por falta de provas, com laudos técnicos havendo comprovado que não portava explosivos na ocasião. O Secretário de Segurança Pública de São Paulo, Fernando Grella Vieira, anunciou publicamente que a polícia prendera os dois primeiros black blocs presos em flagrante na cidade. Segundo entrevista de Lusvarghi ao G1, foi-lhe apresentada como seu suposto explosivo no Departamento de Investigações sobre Crime Organizado uma garrafa vazia de iogurte que sequer reconhecia como sua.

### Participação em Lugansk

Bandeira da Brigada Prizrak, pela qual Lusvarghi combateu na Ucrânia

Em 20 de setembro do mesmo ano, tendo sido convocado pelas organizações Unidade Continental e Frente Brasileira de Solidariedade com a Ucrânia, Lusvarghi, no contexto da Guerra no Leste da Ucrânia, empreendeu uma viagem custeada por seu irmão, o investidor Fernando Lusvarghi, para a recentemente autodeclarada República Popular de Lugansk, onde foi alojado em Slaviansk. Lá, ingressou na artilharia da Brigada Prizrak, associada à Unidade Continental, em batalhão comandado pelo colombiano Victor Afonso Lenta, passando a operar um veículo BM-21 Grad.
Segundo Lusvarghi, sua participação na guerra foi motivada por fatores como ligações genéticas com o povo russo, aversão ao liberalismo e ao avanço político da OTAN, especialmente representando os interesses estadunidenses e da União Europeia, comparando a situação da região à Independência do Kosovo em 2008. Posteriormente, relatou ainda se ter tornado um partidário da Quarta Teoria Política e do eurasianismo, embora o jornalista André Ortega relate que esta aderência teórica apenas teria ocorrido na própria Ucrânia em 2015, apontando que Lusvarghi antes lutava no "Comando Internacionalista Ernesto Che Guevara", unidade fundamentalmente de esquerda, sob o comandante Pavel Driomov.
Inicialmente lutando na unidade Paltinik como soldado do plantão de artilharia, passou para a unidade Babai em novembro, onde rapidamente se tornou instrutor, sendo promovido em janeiro de 2015 a primeiro-sargento e retornando à Paltinik, posteriormente sendo promovido a primeiro-tenente. Lusvarghi lutou ao menos com três outros brasileiros, de um total de dez a quinze que lutaram na guerra, e, em homenagem a sua nacionalidade, recebeu na região o nome de guerra de "Cachaça", que utilizou no mesmo período nas redes sociais.
Enquanto artilheiro, Rafael Lusvarghi foi parte do batalhão 1º Batalhão de Artilharia Motorizada "Viking" (em russo:  1-й мотострелковый батальон «Викинг»). Em dado momento, comandou sua própria unidade com voluntários de diversas nacionalidades, inclusive brasileiros, chamada Vikernes, sobrenome do músico norueguês Varg Vikernes, com o qual Lusvarghi posteriormente teve contato, avisando-o sobre a homenagem. Ao todo, ao menos doze outros brasileiros teriam passado pela unidade, segundo seu combatente Raul Athaide. Em abril de 2015, foi ferido em ação no Aeroporto Internacional de Donetsk e hospitalizado. Segundo relatório do Serviço de Segurança da Ucrânia, participou de operações em Horlivka, Pervomaisk e Verhulivka (em Lugansk), além de Starobesheve e Debaltseve (em Donetsk), e recebeu medalha militar de Igor Strelkov. Após decepções com o acordo em Minsk II, os comportamentos do grupo aliado Rusitch e a baixa qualidade de novos combatentes, retornou para o Brasil.

## Retorno à Ucrânia
Após um período inerte em Jundiaí, Lusvarghi foi atraído de volta à Ucrânia por supostas oportunidades de emprego na empresa Omega no Chipre e interceptado e detido em escala pelo Serviço de Segurança da Ucrânia no aeroporto de Boryspil em 6 de outubro de 2016, apesar da promessa de anistia concedida a guerrilheiros de Donetsk e Lugansk em Minsk II. Investigações da revista independente Opera teriam revelado que a suposta empresa teria entre seus clientes o Diretório Máximo de Inteligência do Ministério da Defesa da Ucrânia, e que um mandado de prisão preventiva teria sido emitido pela Procuradoria de Kiev na antevéspera de sua passagem pelo país, mandado este também foi publicado pela mídia local. Em entrevista para a Rádio Svoboda na prisão, Lusvarghi disse desaprovar a continuidade da guerra, preferindo que fossem tomadas vias diplomáticas.

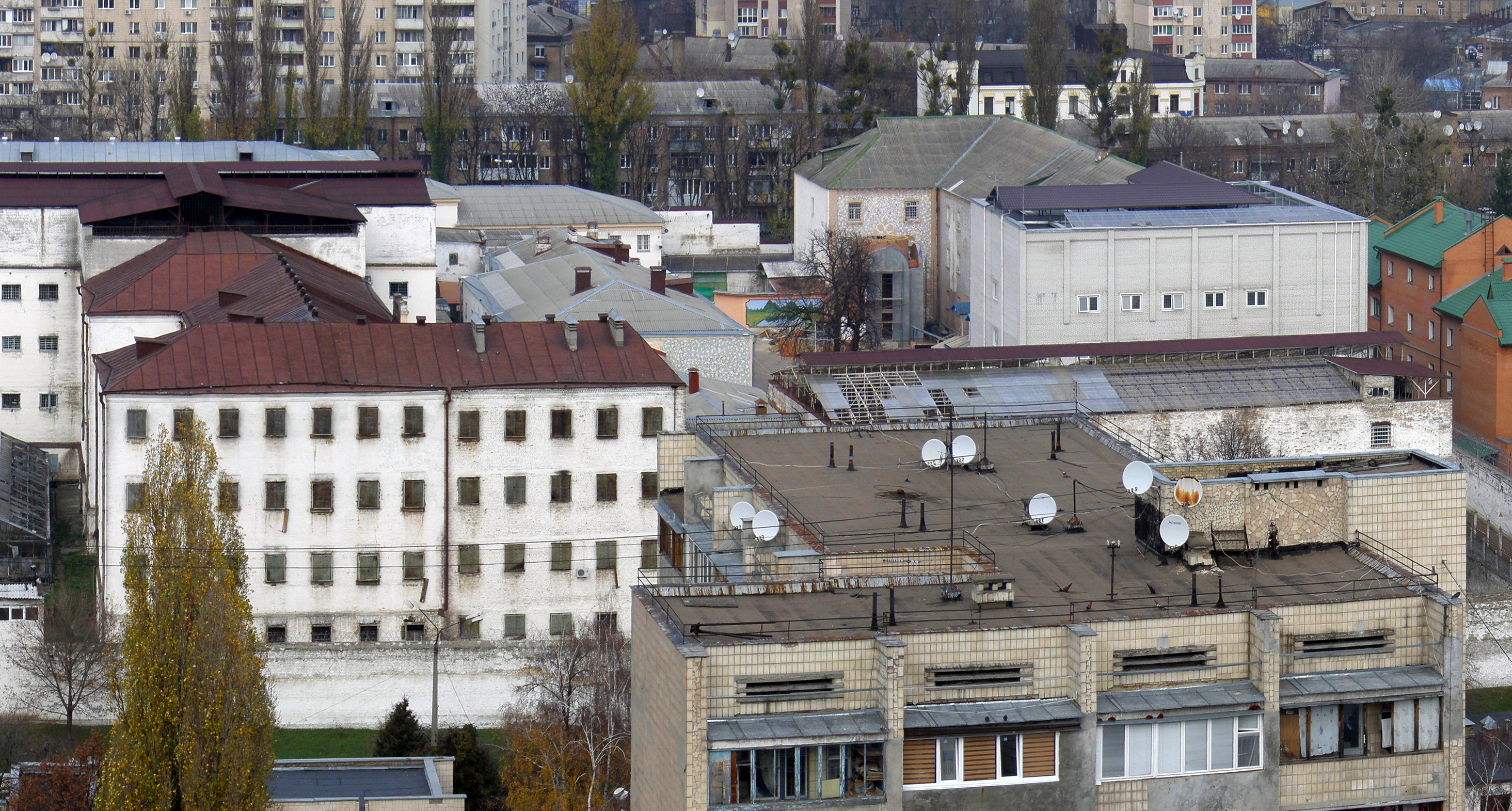
Prisão de Lukianivska, onde Lusvarghi ficou detido e foi alegadamente torturado

Em 25 de janeiro de 2017, Lusvarghi foi condenado em corte de Petchersky a treze anos de prisão e confisco de bens por terrorismo e criação de organização paramilitar ilegal, em polêmica condenação que selou o primeiro processo contra um estrangeiro por estes crimes no país. O promotor do caso, Ihor Vovk, declarou-se satisfeito com o veredito, visto que se aproximava do máximo de 14 anos e 224 dias que pedira, mas diminuídos por seu tempo anterior de custódia e pelas atenuantes de cooperação com a investigação e confissão.
A condenação chamou a atenção do advogado ucraniano Valentin Rybin Vladimirovitch, que passou a advogar pelo ex-combatente, divulgando que seu cliente teria confessado sob tortura, o que o mesmo alegara em cartas privadas, além de ter sido forçado a fazer declarações contra sua vontade, ao contrário do que antes dissera nota do Ministério das Relações Exteriores do Brasil. Na véspera da condenação, o jornal russo Vzgliad já denunciara torturas sofridas por Lusvarghi na Prisão de Lukianivska, em Kiev, desde sua transferência para a mesma, ainda em janeiro.
Apesar de Lusvarghi alegadamente não ter conseguido tomar parte nas usuais trocas de prisioneiros, sua condenação foi revogada em 17 de agosto do mesmo ano pelo Tribunal de Apelação de Kiev, que acatou os argumentos de que o julgamento original havia se baseado apenas na confissão do ex-combatente, sem levar em conta mesmo a alegação do mesmo de admissão forçada de culpa, e de que o tribunal de Kiev não teria competência para julgar crimes no leste do país, no que lhe concedeu liberdade provisória até o próximo julgamento, com soltura cumprida no 18 de dezembro seguinte após expiração do prazo para novos pleitos.
Segundo Rybin, contudo, Lusvarghi efetivamente tomou parte nas trocas de prisioneiros, sendo liberto no contexto de uma libertação de ucranianos pela República Popular de Donetsk. Luiza Lopes da Silva, representante do Ministério das Relações Exteriores, declarou em entrevista para o Fantástico que a libertação de Lusvarghi se deu por motivos meramente processuais, e que o Ministério fora informado pelo governo ucraniano que Lusvarghi não poderia deixar o país, pelo que não lhe emitiu passaporte.

### Recaptura e prisão
Com seu passaporte retido, o brasileiro passou a trabalhar para e morar no Mosteiro da Santa Intercessão, em Holosiivski, convertendo-se do Ásatrú para o cristianismo ortodoxo. Após ser encontrado por jornalistas ucranianos da Rádio Svoboda no fim de abril, o que foi prontamente revelado ao público e causou furor em redes sociais ucranianas, recebeu aval da embaixada brasileira para refugiar-se em pousada, sendo capturado em 4 de maio de 2018 no caminho da mesma pelos grupos neonazistas Batalhão Azov e S14, que o agrediram e arrastaram pelas ruas em ação transmitida ao vivo pelo Facebook pelo militante Serhi Filimonov e o deixaram na porta da sede do Serviço Secreto da Ucrânia, sendo trazido para dentro do edifício por funcionários para interrogatório. A porta-voz do Serviço Secreto, Elena Gitlianskaia, expressou publicamente gratidão pelo ato.
Já no dia seguinte, 5 de maio, a justiça ucraniana adiou seu julgamento de 6 de junho para 7 de maio. Segundo o Ministério das Relações Exteriores, apesar da truculência mostrada no vídeo, o brasileiro, que pediu por proteção policial ao governo ucraniano após o ataque, estaria bem e em segurança. O promotor do caso prontamente anunciou que pediria a prisão, e em 11 de maio foi decretada a prisão de Lusvarghi por 60 dias por um colegiado sob a justificativa de que a fiança e a prisão domiciliar eram impossíveis para o crime de terrorismo e sua prisão original fora justificada, sendo o réu, pois, levado a Dnipro para cumprimento da sentença provisória. No mesmo dia, contudo, o advogado Valentin Rybin apelou ao Serviço Secreto pedindo que fosse instaurada investigação criminal contra o S14 por terrorismo, privação ilegal da liberdade e abdução, alegando que Lusvarghi foi humilhado para intimidar os cidadãos ucranianos. A petição foi deferida pelo juiz Evgeni Martynov.
Em entrevista para o jornal online Ukraina.ru publicada no dia 22 de maio, Rybin revelou que o paradeiro de seu cliente fora publicizado pela própria embaixada brasileira na Ucrânia, em relatório oficial ao Ministério da Justiça e ao Ministério das Relações Exteriores ucranianos, escrita pelo próprio cônsul da embaixada. Reiterou, ainda, que a embaixada negara documentos que Lusvarghi requisitara para retornar ao Brasil, apesar de alegadamente o Estado ucraniano ter concedido esta oportunidade ao brasileiro. Em 2 de junho, a mesma plataforma anunciou que o nome de Rafael Lusvarghi haveria sido incluso em uma lista de prisioneiros para troca, citando como fonte Olga Kobtseva, principal responsável pelas negociações da parte da República Popular de Lugansk.
No dia 26 de junho, contudo, Lusvarghi teve em Pavlograd sua primeira audiência após a nova prisão, recebendo outra detenção provisória por 60 dias, como requisitado pelo promotor. Em 21 de agosto, o tribunal de Pavlograd sentenciou o réu a uma terceira detenção provisória de 60 dias. Em 18 de outubro, a quarta detenção provisória, de mesma duração, foi decidida, e nova oitiva foi marcada para o dia 30 do mesmo mês, mas Rybin não compareceu a esta, pelo que o promotor pediu que lhe fossem aplicadas medidas disciplinares e Lusvarghi abdicou de seus serviços, conseguindo do tribunal deferimento de pedido por atendimento de defensor público. Em 20 de novembro, a prisão provisória de 60 dias foi novamente renovada. Em 16 de janeiro de 2019, compareceu a audiência com seu advogado Ivan Meleshko, que pediu que suas audiências se tornassem privadas. O tribunal indeferiu o pedido, mas proibiu a gravação de áudio ou vídeo, e marcou nova audiência para o dia 24, esta ocorrendo no dia 25, quando foi condenado a mais 60 dias.
Em 14 de fevereiro, houve nova audiência, contando com o testemunho de um soldado da Força Aérea da Ucrânia alcunhado "Ciborgue" (em ucraniano:  Кіборг, transl. Kiborh), que disse tê-lo visto na batalha no Aeroporto Internacional de Donetsk em uma das organizações paramilitares reconhecidos como terroristas e ilegais. Lusvarghi peticionou por um novo defensor público. Em 4 de março, houve protestos em frente à embaixada brasileira na Rússia em Moscou por sua libertação, em que os participantes acusaram o Brasil de ignorar Lusvarghi devido à influência estadunidense sobre o país, apesar de já haver ao menos uma morte por espancamento de ex-militar novorrusso registrada em prisões ucranianas. No dia 19 de março, o tribunal susteve debate judicial, no qual os procuradores decidiram pedir 14 anos de prisão para Lusvarghi, que se declarava culpado de participar em organização paramilitar ilegal, mas inocente de terrorismo.
Em 2 de maio, a Procuradoria de Kiev reportou que a corte condenara Lusvarghi no mesmo dia em ambas as acusações, com a participação em organização paramilitar ilegal confessa. O brasileiro foi sentenciado a 13 anos de prisão (descontado o tempo que já passara em custódia), confisco das propriedades para examinações e custas processuais de 15 mil grívnias, fazendo dele o primeiro estrangeiro condenado na Ucrânia por ações na guerra no leste do país.

### Soltura
No dia 29 de dezembro de 2019, o jornal russo Novaia Gazeta noticiou que havia indícios de que Lusvarghi fora liberto no mesmo dia, havendo sido incluído em uma troca de prisioneiros acordada entre o presidente ucraniano Vladimir Zelenski e a Milícia Popular de Donbass, conforme decisão do Formato Normandia para que alguns prisioneiros passassem o Ano Novo com suas respectivas famílias. Segundo a mesma matéria, o brasileiro já estaria em Donetsk. Valentin Rybin e Olga Kobtseva logo em seguida confirmaram sua inclusão nas trocas e sua presença não em Donetsk, mas em Lugansk. A organização política ligada à Frente Brasileira de Solidariedade com a Ucrânia "Nova Resistência", que buscava interceder pela soltura de Lusvarghi, observou que haveria contradição entre sua inclusão em uma troca de prisioneiros de guerra e a narrativa do governo ucraniano de que o mesmo se tratava de um criminoso comum.

## Prisão em Presidente Prudente
No dia 8 de maio de 2021, Lusvarghi foi preso em flagrante no município de Presidente Prudente, após ser abordado pela ROCAM da Polícia Militar do Estado de São Paulo. Ao revistar sua casa, a ROCAM encontrou maconha, cocaína e munição, além de dinheiro, uma motocicleta de origem suspeita e apetrechos.
Pelo crime, Rafael foi condenado a oito anos de cadeia, que deverão ser cumpridos em regime fechado.
Atualmente cumpre a pena detido na Penitenciária de Tupi Paulista. De acordo com a Secretaria da Administração Penitenciária de São Paulo, Rafael trabalha no serviço de limpeza interna da unidade prisional para abater o tempo da pena pela qual foi condenado desde 13/07/2022.